# Seznam pohřebišť Habsburků

Erb habsbursko-lotrinského arcidomu

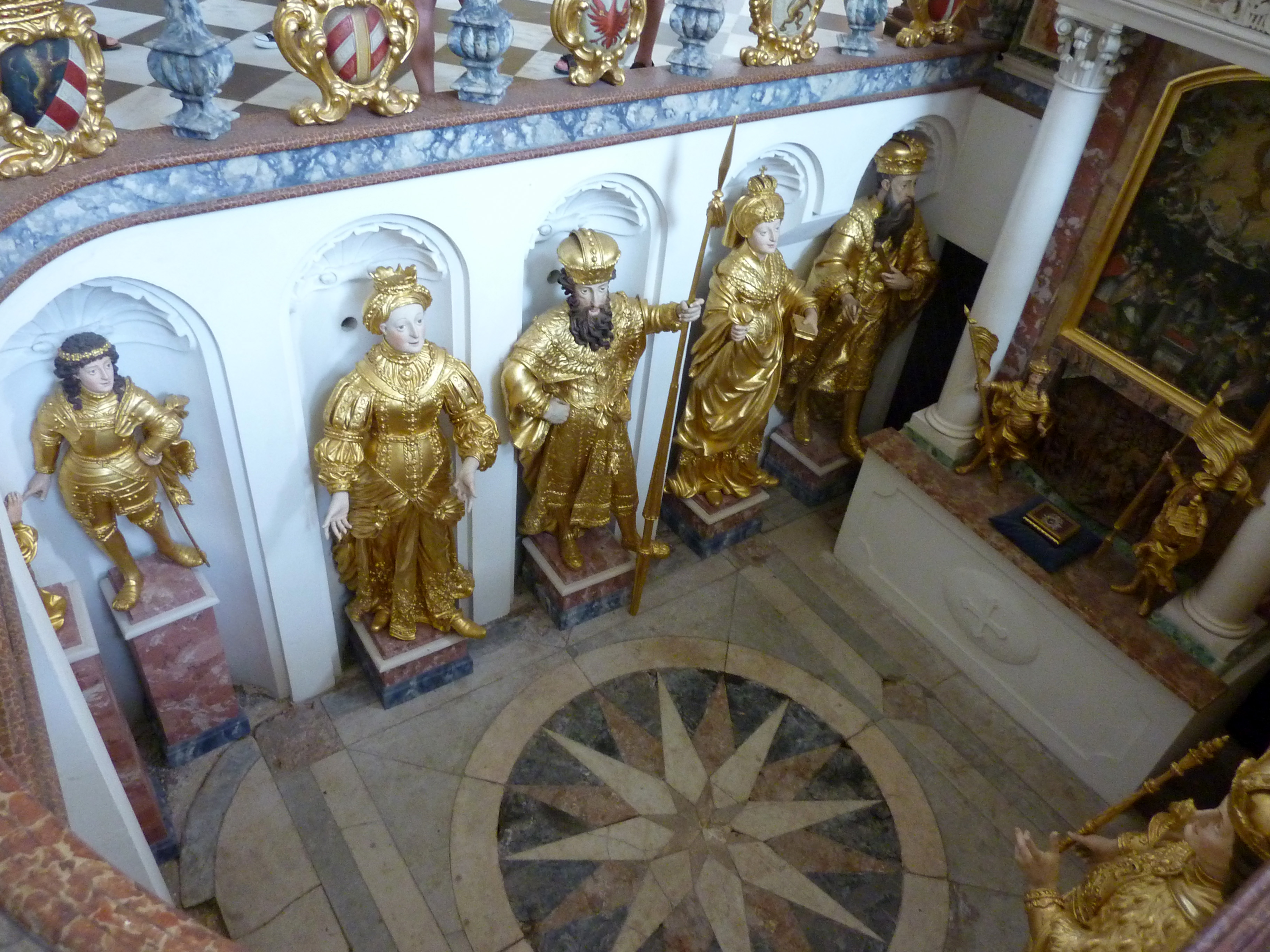
Rakouský hrob v klášteře Stams

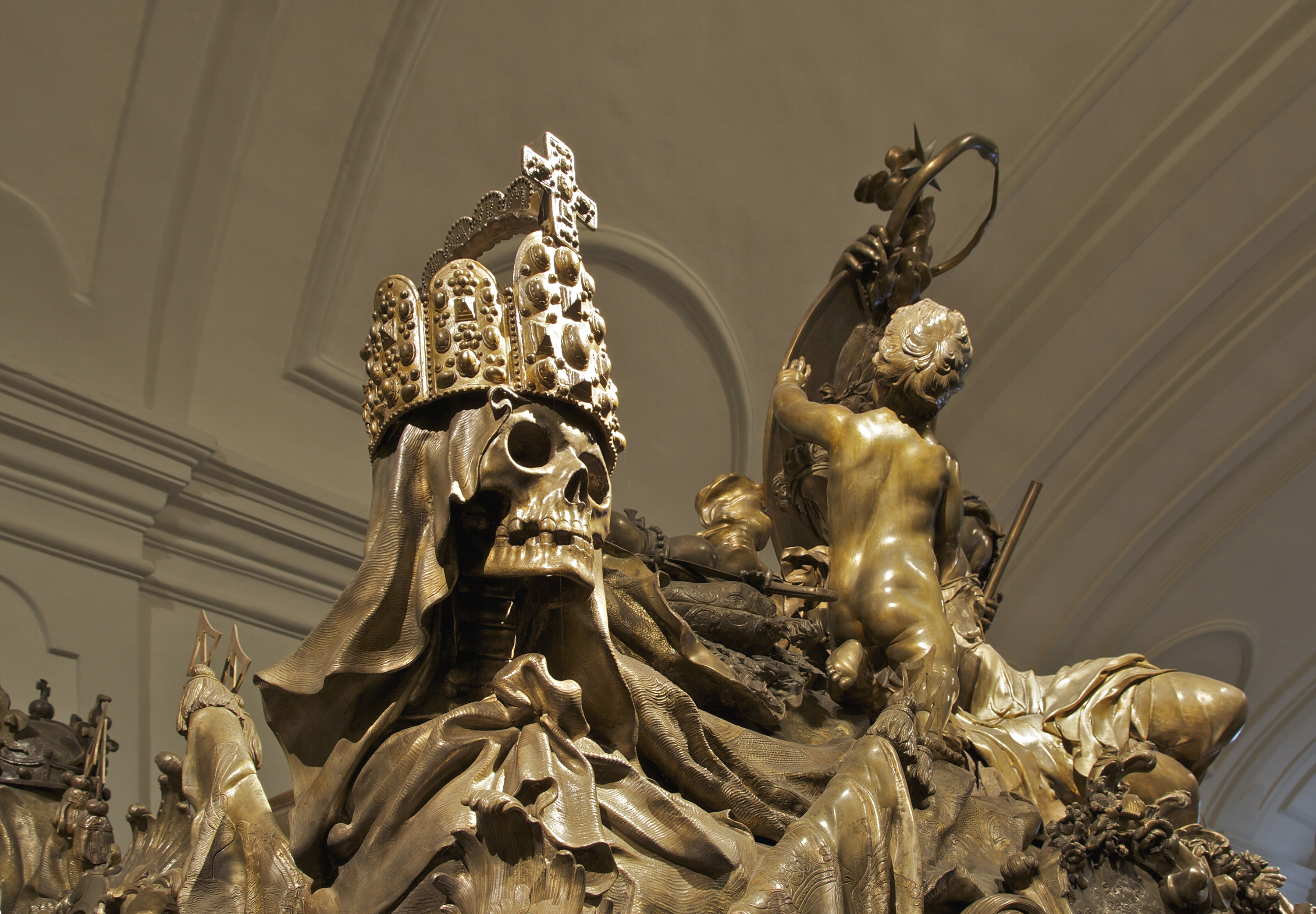
Detail náhrobku Karla VI. ve Vídni

Seznam pohřebišť Habsburků zahrnuje historická pohřebiště habsburského a habsbursko-lotrinského rodu a je řazen podle dnešních států. Hlavním pohřebištěm středoevropských Habsburků je Císařská hrobka u kapucínů, srdce bývala ukládána do Hrobky srdcí v augustiniánském kostele a vnitřnosti do Vévodské hrobky svatoštěpánské katedrály ve Vídni. Hlavní pohřebiště španělské větve je v klášteře El Escorial. Po pádu Rakousko-uherské monarchie nabyla na významu Loretánská kaple kláštera Muri ve Švýcarsku. Bývalá pohřebiště nejsou uvedena. Seznam nemusí být úplný.

## Belgie
| Místo              | Bližší určení    | Město  | Poznámky                                                                                |
| ------------------ | ---------------- | ------ | --------------------------------------------------------------------------------------- |
| Flandry            |                  |        |                                                                                         |
| Kostel Panny Marie | zdobený sarkofág | Bruggy | Hrobka Marie Burgundské (1457–1482) se srdcem jejího manžela Maxmiliána I. (1459–1519). |

## Česko
| Místo                 | Bližší určení                              | Město   | Poznámky |
| --------------------- | ------------------------------------------ | ------- | --- |
| Čechy                 |                                            |         | |
| Katedrála sv. Víta    | Hrobka českých králů a královské mauzoleum | Praha   | V podzemní královské hrobce byl pohřben Rudolf II. Švábský (1270–1290), Rudolf Habsburský (kolem 1281–1307, "král Kaše"), Ladislav Pohrobek (1440–1457), Eleonora Habsburská (1568–1580), Rudolf II. (1552–1612), Marie Amálie Habsbursko-Lotrinská (1746–1804). V Colinově královském mauzoleu byl pohřben Ferdinand I. (1503–1564), jeho žena Anna Jagellonská (1503–1547) a jejich syn Maxmilián II. (1527–1576). |
| Morava                |                                            |         | |
| Katedrála sv. Václava | krypta                                     | Olomouc | Srdce Rudolfa Jana kardinála Habsbursko-Lotrinského (1788–18321) |

## Francie
| Místo                                       | Bližší určení | Město           | Poznámky                                                                        |
| ------------------------------------------- | ------------- | --------------- | ------------------------------------------------------------------------------- |
| Haut-Rhin                                   |               |                 |                                                                                 |
| Klášterní, později farní kostel Ottmarsheim |               | Ottmarsheim     |                                                                                 |
| Ain                                         |               |                 |                                                                                 |
| Klášter Brou                                |               | Bourg-en-Bresse | Markéta Habsburská (1480–1530) a její manžel Filibert II. Savojský (1480–1504). |

## Itálie
| Místo                             | Bližší určení | Město     | Poznámky |
| --------------------------------- | ------------- | --------- | --- |
| Jižní Tyrolsko                    |               |           | |
| Katedrála Nanebevzetí Panny Marie |               | Bolzano   | |
| Toskánsko                         |               |           | |
| Bazilika sv. Vavřince             |               | Florencie | Ferdinand III. Toskánský (1769–1824).                                                                             |
| Lazio                             |               |           | |
| Santa Maria dell’Anima            |               | Řím       | Ondřej Rakouský (1558–1600), první syn arcivévody Ferdinanda II. Tyrolského a jeho první ženy Filipíny Welserové. |
| Emilia-Romagna                    |               |           | |
| Kostel sv. Sixta                  |               | Piacenza  | Markéta Parmská (1522–1586), nemanželská dcera Karla V. a dcery výrobce tapiserií Johany van der Gheynst          |
| Kostel sv. Vincence               |               | Modena    | Ferdinand Karel Viktor Rakouský-Este (1821–1849)                                                                  |

## Maďarsko
| Místo                            | Bližší určení | Město                              | Poznámky |
| -------------------------------- | ------------- | ---------------------------------- | --- |
| župa Fejér                       |               |                                    | |
| Bazilika Nanebevzetí Panny Marie |               | Székesfehérvár (Stoličný Bělehrad) | Albrecht II. (1397–1439) a jeho manželka Alžběta Lucemburská (1409–1442).                                                                        |
| Budapešť                         |               |                                    | |
| Hrobka palatinů                  | Budínský hrad | Budapešť                           | Rodina uherské větve Habsburků (Josefova linie), kterou založil arcivévoda a uherský palatin Josef (1776–1847).                                  |
| župa Győr-Moson-Sopron           |               |                                    | |
| Pannonhalmské arciopatství       |               | Pannonhalma                        | Korunní princezna Štěpánka Belgická (1864–1945), její druhý muž Elemér Lónyay (1863–1946), srdce korunního prince Otty Habsburského (1912–2011). |
| Farní kostel sv. Gotharda        |               | Mosonmagyaróvár                    | Bedřich Rakousko-Těšínský (1856–1936). |
| župa Pest                        |               |                                    | |
| Hrobní kaple Alexandry Pavlovny  |               | Üröm                               | První manželka uherského palatina Josefa Alexandra Pavlovna Ruská (1783–1801).                                                                   |

## Německo
| Místo                                   | Bližší určení                                  | Město               | Poznámky |
| --------------------------------------- | ---------------------------------------------- | ------------------- | --- |
| Porýní-Falc                             |                                                |                     | |
| Katedrála Panny Marie a svatého Štěpána |                                                | Špýr                | Rudolf I. (1818–1291), Albrecht I. (1255–1308).                                                                  |
| Bavorsko                                |                                                |                     | |
| Kostel sv. Martina                      |                                                | Günzburg            | Karel z Burgau (1560–1618), druhý syn arcivévody Ferdinanda II. Tyrolského a jeho první ženy Filipíny Welserové. |
| Bádensko-Württembersko                  |                                                |                     | |
| Klášter Hedingen                        |                                                | Sigmaringen         | Luisa Toskánská (1870–1947) po rozvodu s Fridrichem Augustem III. Saským.                                        |
| Berlín                                  |                                                |                     | |
| Hřbitovy u Hallské brány                | Hřbitov III. Jeruzalémské a Nové církevní obce | Berlín-Kreuzberg    | Leopold Ferdinand Salvátor – Leopold Wölfling (1868–1935).                                                       |
| Hesensko                                |                                                |                     | |
| Hřbitov v Bad Sodenu                    |                                                | Bad Soden am Taunus | Raimund Joseph – Ramón Habsburg (1958–2008).                                                                     |

## Polsko
| Místo                                    | Bližší určení | Město    | Poznámky                                                                                             |
| ---------------------------------------- | ------------- | -------- | --- |
| Opolské vojvodství                       |               |          | |
| Jezuitský kostel Nanebevzetí Panny Marie |               | Nisa     | Biskup vratislavský a bolzansko-brixenský, velmistr řádu německých rytířů Karel Štýrský (1590–1624). |
| Slezské vojvodství                       |               |          | |
| Obecní hřbitov                           |               | Bestwina | Leo Karel Habsbursko-Lotrinský (1893–1939).                                                          |

## Portugalsko
| Místo                      | Bližší určení            | Město          | Poznámky                                      |
| -------------------------- | ------------------------ | -------------- | --------------------------------------------- |
| ostrov Madeira             |                          |                |                                               |
| Kostel Panny Marie z Monte | serverní postranní kaple | Monte, Funchal | Poslední rakouský císař Karel I. (1887–1922). |

## Rakousko
| Místo                                           | Bližší určení                | Město nebo spolková země | Poznámky |
| ----------------------------------------------- | ---------------------------- | ------------------------ | --- |
| Vídeň, Dolní Rakousy a Horní Rakousy            |                              |                          | |
| Kapucínský klášter                              | Císařská hrobka              | Vídeň                    | Hlavní pohřebiště, kde bylo uloženo na 150 příslušníků rodu, mezi nimi 12 císařů a 19 císařoven. |
| Augustiniánský kostel                           | Hrobka srdcí                 | Vídeň                    | V hrobce bylo uloženo 54 srdcí, mezi nimi srdce deseti císařů a osmi císařoven. |
| Katedrála svatého Štěpána                       | Vévodská hrobka              | Vídeň                    | V podzemní Vévodské hrobce byly uloženy urny s vnitřnostmi 56 příslušníků rodu, 6 uren se srdci a těla Habsburků, kteří žili především ve 14. až 16. století. V katedrále se také nachází hrobka císaře Fridricha III. (1415–1419) a kenotaf vévody Rudolfa IV. (1339–1365), jehož ostatky spočívají ve Vévodské hrobce. |
| Minoritský kostel                               |                              | Vídeň                    | Blanka Francouzská († 1305) a Isabela Aragonská († 1330) |
| Dominikánský kostel svaté Marie Rotundy         |                              | Vídeň                    | Císařovna Klaudie Felicitas Tyrolská (1653–1676) a její matka Anna Medicejská (1616–1676). |
| Kostel Navštívení Panny Marie                   | při klášteře salesiánů       | Vídeň                    | Manželka císaře Josefa I. Amálie Vilemína Brunšvicko-Lüneburská (1673–1742). |
| Hütteldorfský hřbitov                           |                              | Vídeň                    | Rudá arcivévodkyně Alžběta Marie Rakouská (Erzsi; 1883–1963) a její rodina |
| Hradní kaple a katedrála sv. Jiří               | Vídeňské Nové Město          | Dolní Rakousy            | Císař Maxmilián I. Habsburský (1459–1519). |
| Opatství Neukloster                             | Vídeňské Nové Město          | Dolní Rakousy            | Manželka císaře Fridricha III. Eleonora Portugalská († 1467) a její tři děti. |
| Klášter Heiligenkreuz                           |                              | Dolní Rakousy            | Vnuci Rudolfa I. Habsburského Rudolf a Jindřich. |
| Kartouza Gaming                                 |                              | Dolní Rakousy            | Albrecht II. Moudrý (1298–1358), jeho manželka Johana z Pfirtu (1300–1351) a manželka Albrechta III. Alžběta Lucemburská (1358–1373) |
| Kaple Tří králů                                 | Tulln                        | Dolní Rakousko           | |
| Klášter Lilienfeld                              |                              | Dolní Rakousko           | |
| Hřbitov ve Gmündu                               | Gmünd                        | Dolní Rakousko           | Zikmund Habsbursko-Lotrinský (1826–1891) |
| Helenin hřbitov                                 | Baden                        | Dolní Rakousko           | Alžběta Františka Marie Habsbursko-Lotrinská (1831–1903) |
| Farní kostel Sindelburg                         | Wallsee-Sindelburg           | Dolní Rakousko           | Marie Valerie Habsbursko-Lotrinská (1868–1924) a její manžel František Salvátor Rakousko-Toskánský (1866–1939) |
| Hřbitov v Bad Ischlu                            | Bad Ischl                    | Horní Rakousy            | Anežka (*/† 1911), dcera Marie Valerie Habsbursko-Lotrinské a Františka Salvátora Rakousko-Toskánského |
| Městský farní kostel Nanebevzetí Panny Marie    | Linec                        | Horní Rakousy            | Marie Alžběta Habsbursko-Lotrinská (1743–1808), abatyše Ústavu šlechtičen v Innsbrucku. |
| Stará katedrála                                 | Linec                        | Horní Rakousy            | |
| Hřbitov v Altmünsteru                           | Altmünster                   | Horní Rakousy            | Maxmilián Josef Rakouský-Este (1782–1863), 56. velmistr Řádu německých rytířů. |
| Hřbitov v Mondsee                               | Mondsee                      | Horní Rakousy            | |
| Štýrsko, Korutany a Burgenland                  |                              |                          | |
| Kostel sv. Kateřiny s mauzoleem Ferdinanda II.  | Štýrský Hradec               | Štýrsko                  | Ferdinand II. Štýrský (1578–1613), jeho manželka Marie Anna Bavorská (1574–1616) a jejich syn Jan Karel (1605–1619) byli pohřbeni v nikách ve stěně. Ve dvojitém sargofágu je pohřbena Ferdinandova matka Marie Anna Bavorská (1551–1608). |
| Bazilika Nenebevzetí Panny Marie                | Sekavský klášter             | Štýrsko                  | Karel II. Štýrský (1540–1590) a jeho děti Ferdinand (*/† 1572), Karel (1579–1580), Alžběta (1577–1586), Kateřina Renata (1576–1595), Gregorie Maxmiliána (1581–1597), Maxmilián Arnošt (1583– 1616), Kristina (*/† 1601) a Karel (1603–1603). |
| Klášter Neuberg                                 | Klášterní, dnes farní kostel | Štýrsko                  | Ota Veselý (1301–1339), jeho první manželka Alžběta Dolnobavorská (1306–1330), jeho druhá manželka Anna Lucemburská a jeho synové Fridrich II. (1327–1344) a Leopold II. (1328–1348). |
| Klášter Rein                                    | Gratwein-Straßengel          | Štýrsko                  | Arnošt Železný (1377–1424) a jeho manželka Markéta Pomořanská († 1410). |
| Klášter sv. Pavla                               | Lavanttal                    | Korutany                 | Hrobka 14 Habsburků, kteří byli původně pochovaní v Basileji nebo Königsfeldenu: syn Fridricha I. Sličného Bedřich (*/† 1316), dále manželka římskoněmeckého krále Albrechta I. Habsburského Alžběta Goricko-Tyrolská († 1313), jeho děti Leopold I. († 1326), Jindřich Laskavý († 1327), Guta (Judita, 1302–1329), Kateřina (1320–1349), Alžběta († 1352), Anežka († 1364), dále manželka Leopolda I. Habsburského Kateřina Savojská († 1336), manželka Jindřicha Laskavého Alžběta z Virneburgu († 1343) a konečně Leopold III. Habsburský (1351–1386). |
| Kostel kláštera sv. Alžběty                     | Klagenfurt am Wörthersee     | Korutany                 | Marie Anna Habsbursko-Lotrinská (1738–1789), abatyše pražského ústavu šlechtičen na Hradčanech. |
| Farní kostel                                    | Halbturn                     | Burgenland               | Urna Albrechta II. Rakousko-Těšínského (1897–1955), který zemřel v Buenos Aires. |
| Tyrolsko a Salcbursko                           |                              |                          | |
| Klášter Stams                                   | Rakouský hrob                | Tyrolsko                 | Zakladatel starší tyrolské větve Habsburků Fridrich IV. s prázdnou kapsou (1382–1439) a jeho druhá manželka Anna Brunšvická (1390–1432), druhá manželka císaře Maxmiliána I. Bianca Marie Sforza (1472–1510), Zikmund Plný měšec (1427–1496) a jeho manželka Eleonora Skotská († 1480). |
| Jezuitský kostel                                | Innsbruck                    | Tyrolsko                 | Celkem jedenáct náhrobků. Zadavatel výstavby kostela Leopold V. (1586–1632), jeho manželka Klaudie Medicejská (1604–1648) a jejich děti Ferdinand Karel Tyrolský (1628–1662), Zikmund František Tyrolský (1630–1665). |
| Katedrála sv. Jakuba                            | Innsbruck                    | Tyrolsko                 | Maxmilián III. (1558–1618), Evžen Rakousko-Těšínský (1863–1954). |
| Dvorní kostel                                   | Innsbruck                    | Tyrolsko                 | Ferdinand II. Tyrolský (1529–1595), jeho první manželka Filipína Welserová (1527–1580) ve Stříbrné kapli, dále kenotaf císaře Maxmiliána I. (1459–1519). |
| Bazilika Srdce Ježíšova                         | Hall in Tirol                | Tyrolsko                 | Magdalena Habsburská (1532–1590), zakladatelka a první abatyše ústavu šlechtičen v Hall in Tirol. |
| Hřbitov v Tulfes                                | Tulfes                       | Tyrolsko                 | Nejstarší dcera posledního rakouského císaře Karla I. Adelheid Habsbursko-Lotrinská (1914–1971). |
| Hřbitov při farním kostele Narození Panny Marie | Wals-Siezenheim              | Salcbursko               | Ludvík Viktor Habsbursko-Lotrinský (1842–1919). |
| Klášterní kostel sv. Petra                      | Salcburk                     | Salcbursko               | Jediný bratr posledního rakouského císaře Karla I. Maxmilián Evžen Rakouský (1895–1952). |

## Slovinsko
| Místo                       | Bližší určení | Město       | Poznámky |
| --------------------------- | ------------- | ----------- | -------- |
| Kraňsko                     |               |             |          |
| Cisterciácký klášter Stična |               | Višnja Gora |          |

## Španělsko
| Místo                      | Bližší určení                     | Město                      | Poznámky |
| -------------------------- | --------------------------------- | -------------------------- | --- |
| Madridské společenství     |                                   |                            | |
| El Escorial                | Královská hrobka a Hrobka infantů | San Lorenzo de El Escorial | Potomci Karla V. (1500–1558), mezi nimi španělští králové Filip II. (1527–1598), Filip III. (1578–1621), Filip IV. (1605–1665) a Karel II. (1661–1700).                                      |
| Klášter bosých královských |                                   | Madrid                     | |
| Andalusie                  |                                   |                            | |
| Katedrála Vtělení          | Královská kaple                   | Granada                    | Filip I. Sličný (1478–1506), jeho manželka Jana I. Kastilská, zv. Šílená (1479–1555), její rodiče Katolická veličenstva Ferdinand II. Aragonský (1452–1516) a Isabela Kastilská (1451–1504). |
| Katalánsko                 |                                   |                            | |
| Klášter Poblet             |                                   | Vimbodí i Poblet           | Karel Pius Rakousko-Toskánský (1909–1953). |

## Švédsko
| Místo                   | Bližší určení | Město     | Poznámky                                           |
| ----------------------- | ------------- | --------- | -------------------------------------------------- |
| Stockholm               |               |           |                                                    |
| Římskokatolický hřbitov |               | Stockholm | Karel Albrecht Habsbursko-Altenburský (1888–1951). |

## Švýcarsko
| Místo                | Bližší určení           | Město     | Poznámky |
| -------------------- | ----------------------- | --------- | --- |
| kanton Aargau        |                         |           | |
| Klášter Muri         | Loretánská kaple v Muri | Muri      | Srdce posledního rakouského císařského páru Karla I. (1887–1922) a Zity (1892–1989) a někteří členové jejich rodiny – mimo jiné synové Robert (1915–1996), Felix (1916–2011) a Rudolf (1919–2010). |
| Klášter Wettingen    |                         | Wettingen | Rudolf III. († 1249). |
| Klášter Königsfelden |                         | Windisch  | Kenotaf. |
| kanton Curych        |                         |           | |
| Klášter Rheinau      |                         | Rheinau   | |
| kanton Basilej-město |                         |           | |
| Katedrála v Basileji |                         | Basilej   | Kenotaf první manželky Rudolfa I. Gertrudy z Hohenbergu († 1281) a jejích dětí. |

## Ukrajina
| Místo                       | Bližší určení      | Město | Poznámky                                |
| --------------------------- | ------------------ | ----- | --------------------------------------- |
| Oblast Kyjev                |                    |       |                                         |
| Hřbitov Lukjanivské věznice | Ševčenkovský rajon | Kyjev | Vilém Habsbursko-Lotrinský (1895–1948). |

## Nezvěstní
| Místo                                 | Bližší určení                                          | Město   | Poznámky                                             |
| ------------------------------------- | ------------------------------------------------------ | ------- | ---------------------------------------------------- |
| rozhraní Tichého a Atlantského oceánu |                                                        |         |                                                      |
| Mys Horn                              | zmizel při plavbě, když jeho loď při bouři ztroskotala | na moři | Jan Salvátor Toskánský – Jan Orth (1852 – asi 1890). |

## Příbuzné rody

### Hohenbergové
| Místo | Bližší určení             | Město, stát                  | Poznámky |
| --- | ------------------------- | ---------------------------- | --- |
| Linie vznikla z morganatického sňatku následníka trůnu arcivévody Františka Ferdinanda d'Este a hraběnky Žofie Chotkové. |                           |                              | |
| Zámek Artstetten | Rodinná hrobka Hohenbergů | Artstetten-Pöbring, Rakousko | František Ferdinand d'Este (1863–1914) a Žofie Chotková (1868–1914), jejich synové Maxmilián z Hohenbergu (1902–1962) a Ernst z Hohenbergu (1904–1954) a další rodinní příslušníci. |

### Lotrinkové
| Místo                                                                                           | Bližší určení | Město, stát          | Poznámky |
| ----------------------------------------------------------------------------------------------- | ------------- | -------------------- | -------- |
| Lotrinsko-vaudémontská dynastie, Marie Terezie se provdala za Františka I. Štěpána Lotrinského. |               |                      |          |
| Opatství sv. Kříže                                                                              |               | Bouzonville, Francie |          |
| Kostel Saint-François-des-Cordeliers                                                            |               | Nancy, Francie       |          |

### Meranové
| Místo | Bližší určení      | Město, stát            | Poznámky |
| --- | ------------------ | ---------------------- | --- |
| Linie vznikla z morganatického sňatku arcivévody Jana Habsbursko-Lotrinského a dcery poštmistra Anny Plochlové. |                    |                        | |
| Mauzoleum arcivévody Jana                                                                                       | poblíž zámku Scena | Scena u Merana, Itálie | Jan Habsbursko-Lotrinský (1782–1859), Anna Plochlová (1804–1885), jejich syn František z Merana (1839–1891). |

### z Montenuova
| Místo | Bližší určení | Město, stát    | Poznámky |
| --- | ------------- | -------------- | -------- |
| Linie Montenuovo vznikla z morganatického sňatku Adama Alberta hraběte Neipperga a Marie Louisy Habsbursko-Lotrinské, vdovy po Napoleonu Bonaparte. Od roku 1864 měli knížecí titul. Rod vymřel v mužské linii v roce 1951. |               |                |          |
| Mauzoleum rodu Batthyány-Montenuovo |               | Bóly, Maďarsko |          |

## Galerie

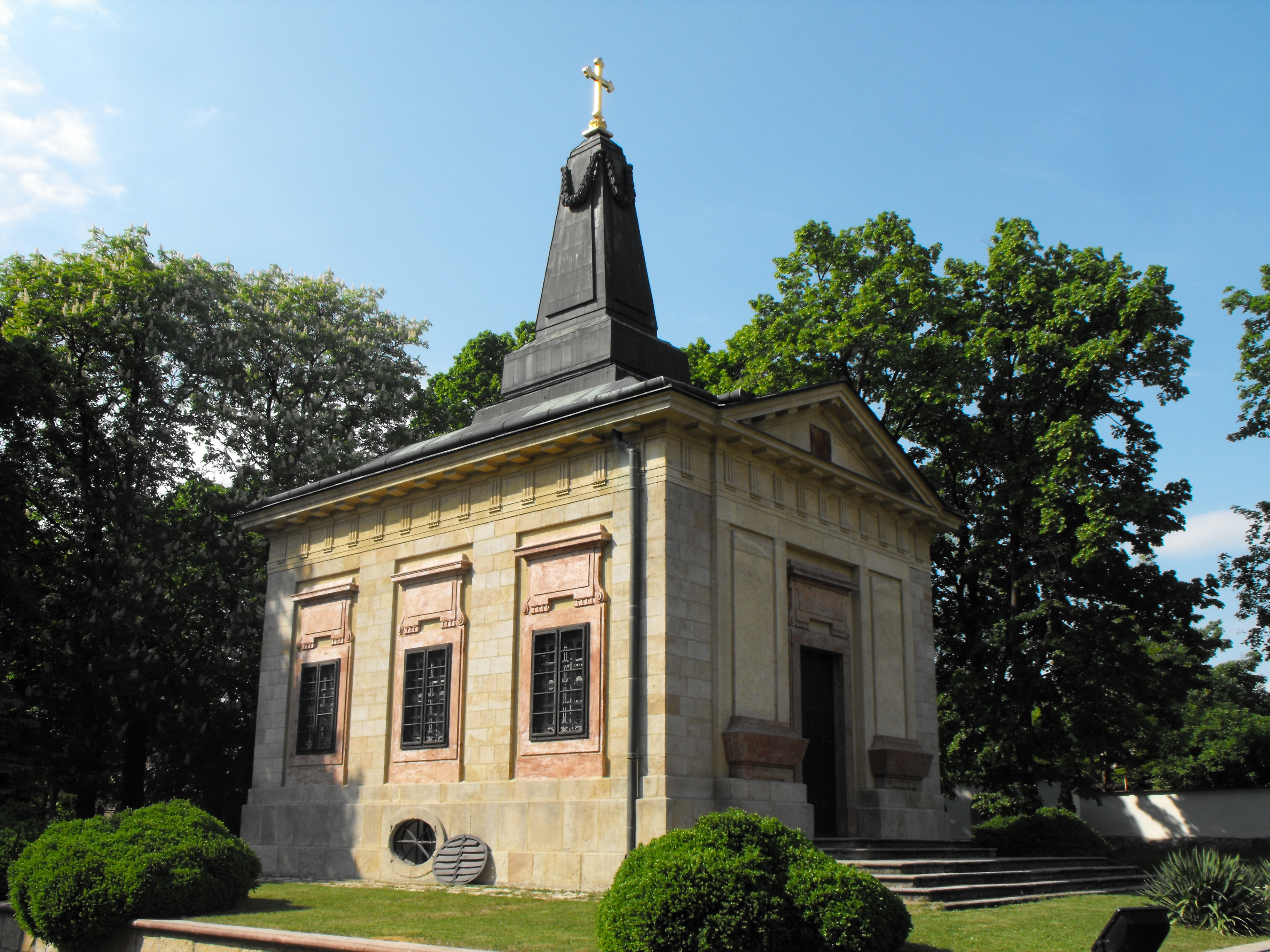
Hrobní kaple Alexandry Ruské v Ürömu
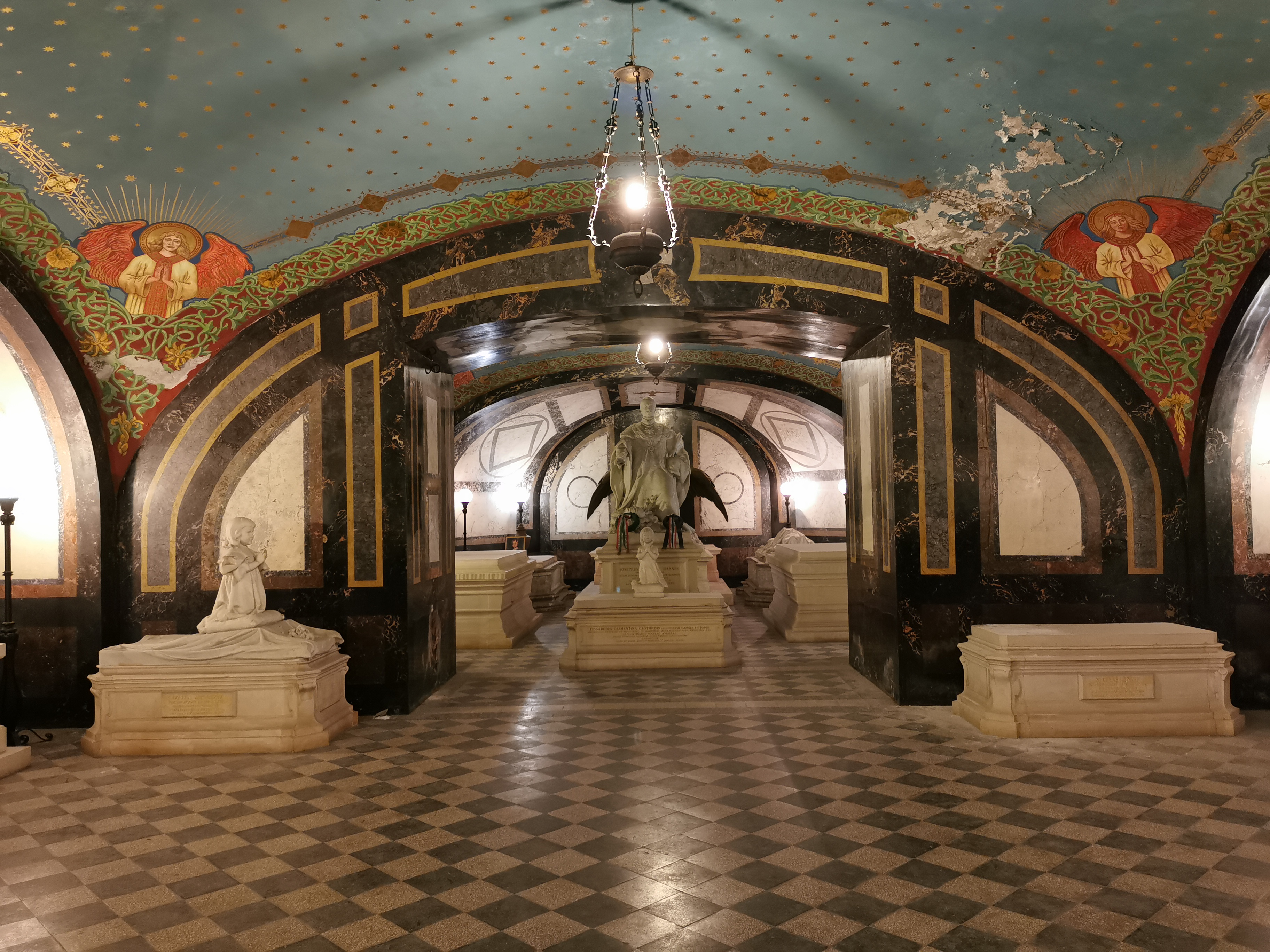
Hrobka palatinů v Budíně
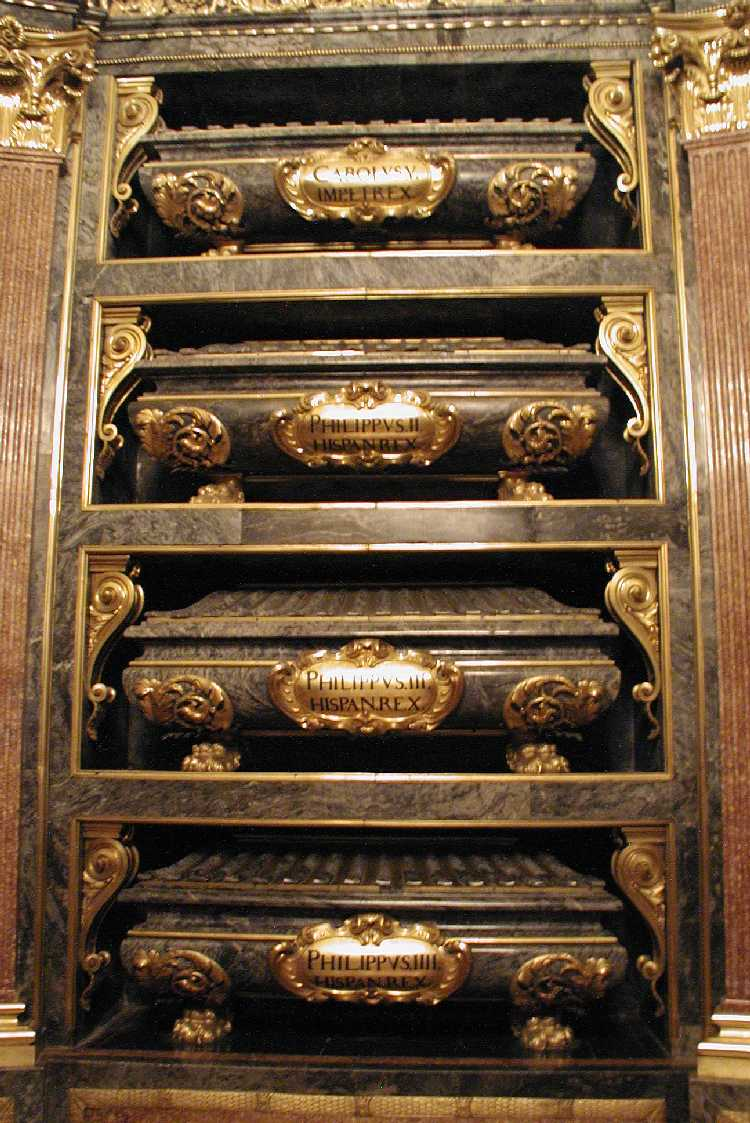
Královská hrobka v Escorialu
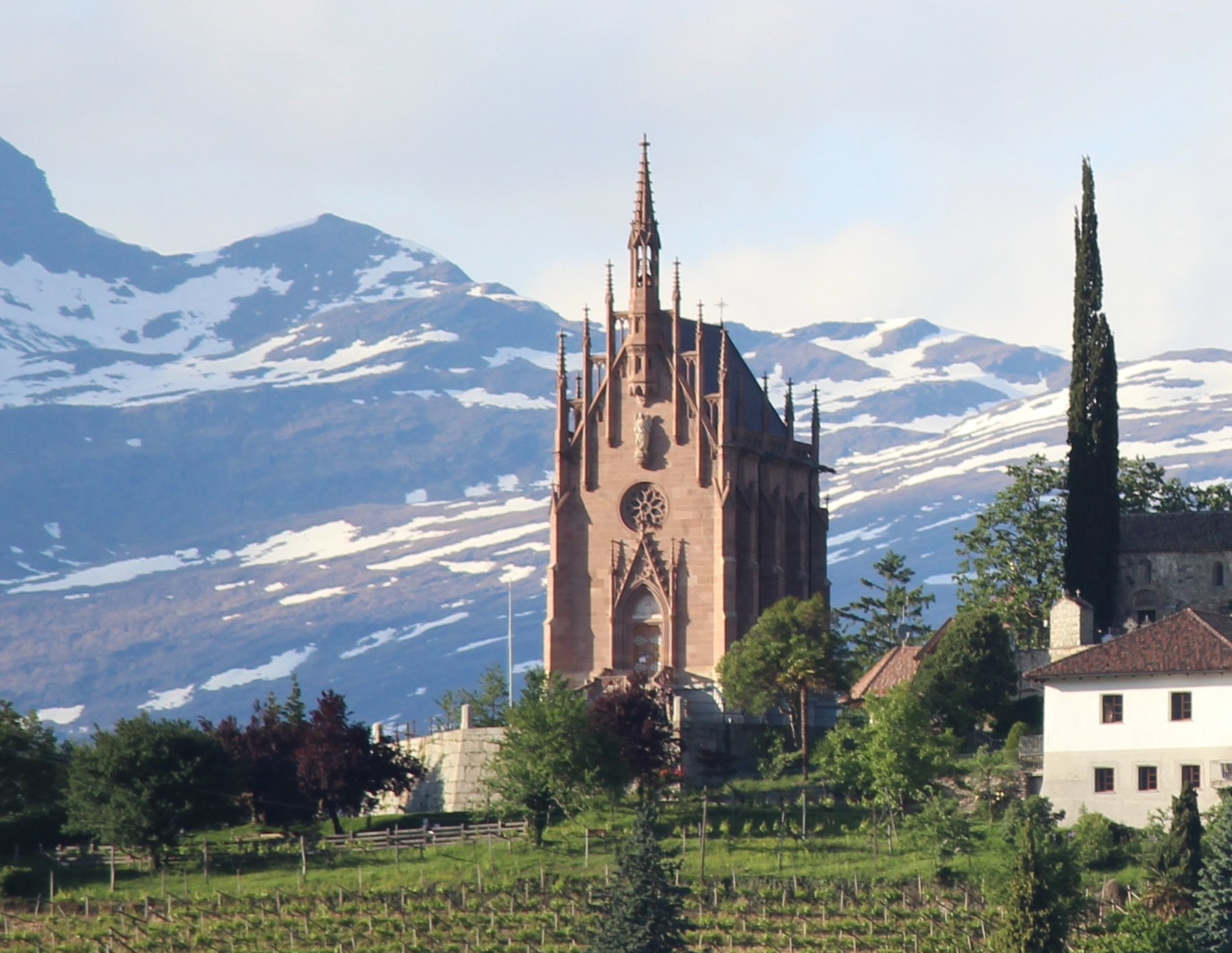
Mauzoleum arcivévody Jana v Sceně
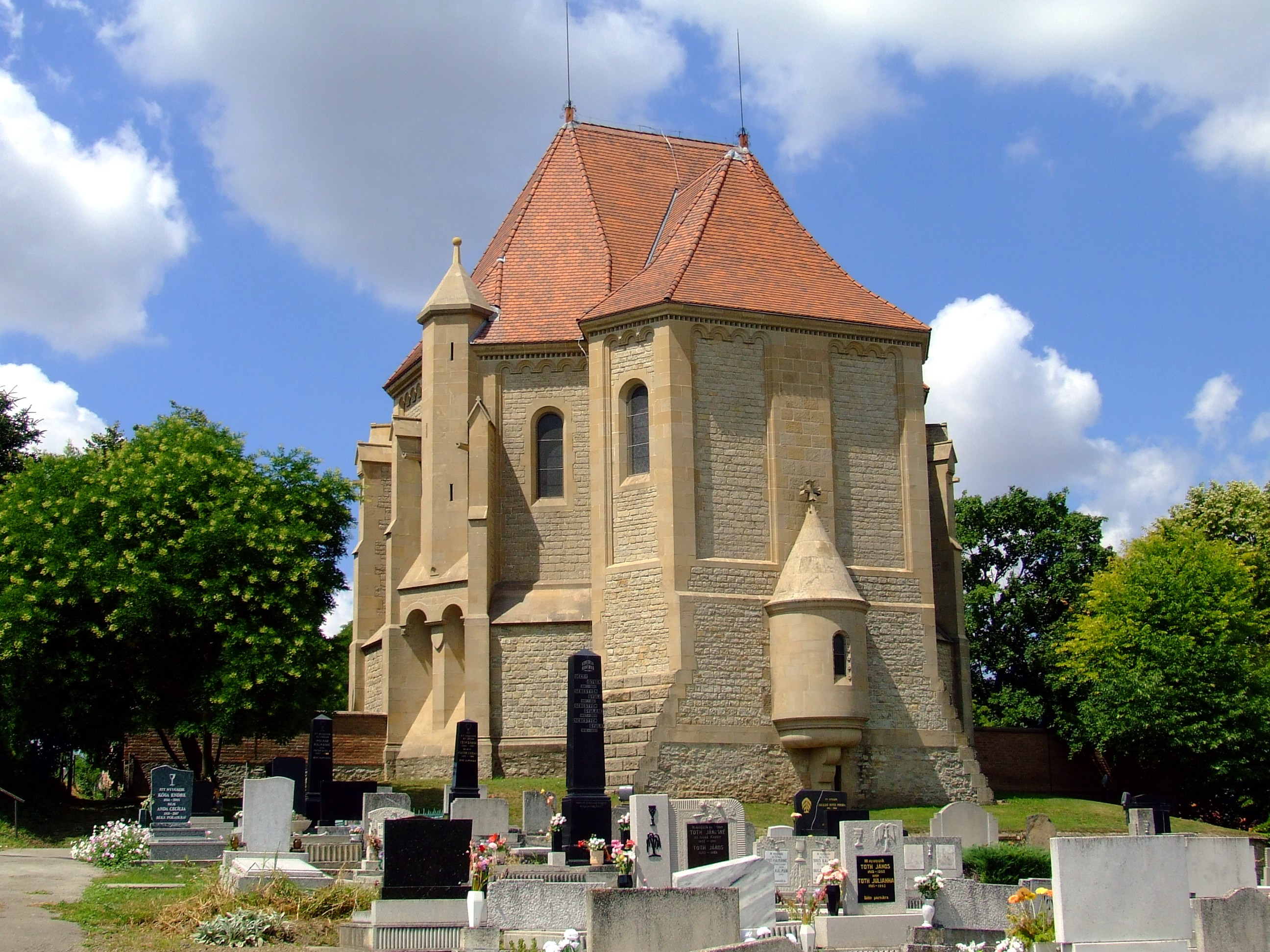
Mauzoleum Batthyány-Montenuovo v Bóly